# Subia
I Subia (anche Subiya, Masubiya, Basubiya o, come si autodefiniscono, Veekuhane) sono un popolo dell'Africa meridionale, concentrato soprattutto nel Dito di Caprivi e in generale nell'area di confine tra Namibia, Zambia e Botswana.

## Storia
I Subia abitano il corso del fiume Chobe fino almeno dal XVI secolo, e vi risiedono ancora in larga parte. All'epoca formavano un regno indipendente, e uno dei loro re noti più antichi, Ikuhane (fl. 1570), dette il nome alla lingua parlata dal suo popolo. Originariamente anche i Subia erano definiti Ikuhane, ma col tempo le popolazioni confinanti cominciarono a definirli subila, "dalla pelle chiara", termine infine mutato in Subia e fatto proprio dalla popolazione.
I Subia probabilmente provenivano dall'Africa centrale, e migrarono nella parte meridionale del continente all'inizio del XVI secolo guidati dal loro mitico primo re, Itenge. Il figlio Ikuhane successivamente colonizzò le aree dello Zambesi e del Chobe, mentre alcuni decenni più tardi il re Lilundi Lituu (ca. 1640-1655) espande il Regno Subia fin nell'odierno Botswana. In seguito tuttavia i Subia furono sottomessi dai Lozi, e fecero parte del Regno dei Barotse per quasi due secoli, fino all'arrivo dei colonialisti europei. Con l'istituzione del Dito di Caprivi, i Subia furono quindi soggetti prima al dominio coloniale tedesco e poi a quello britannico. All'inizio del dominio tedesco molti Subia fuggirono oltre lo Zambesi, stabilendosi nel futuro Zambia.

## Cultura e religione
I Subia parlano un proprio idioma, la lingua ikuhane o chiikuhane. Tradizionalmente il popolo Subia adotta un'organizzazione tribale, ed è comandato da un sovrano. Grande importanza nella politica dei Subia rivestono anche le donne, che storicamente hanno funto da guardie personali e spie del sovrano. In passato presso i Subia si praticava anche la poligamia, usanza ormai in decadenza. L'abito tradizionale delle donne Subia è il musisi, mentre è popolare tra tutte le classi sociali la musica etnica Chipelu.
La religione tradizionale dei Subia è una forma di animismo, dove gli antenati (vazimu) fungono da intermediari con l'essere supremo Ireeza. Essendo inoltre il popolo Subia stanziato tra due grandi fiumi, l'acqua è per loro un elemento dalla grande valenza spirituale. Dall'inizio del colonialismo europeo e in seguito nel XX-XXI secolo è invece diventato preponderante tra la popolazione il cristianesimo.